# Brown County, Illinois
Brown County är ett administrativt område i delstaten Illinois i USA, med 6 937 invånare. Den administrativa huvudorten (county seat) är Mount Sterling.

## Politik
Brown County tenderar att rösta på republikanerna i politiska val.
Republikanernas kandidat har vunnit rösterna i countyt i samtliga presidentval sedan valet 1952 utom vid tre tillfällen: 1964, 1972 och 1992. I valet 2016 vann republikanernas kandidat Donald Trump med 75,5 procent av rösterna mot 20,0 för demokraternas kandidat, vilket är den största segermarginalen i countyt för en kandidat genom alla tider.

## Geografi
Enligt United States Census Bureau har countyt en total area på 796 km². 792 km² av den arean är land och 4 km² är vatten.

### Angränsande countyn
- Schuyler County - nord
- Cass County - öst
- Morgan County - sydost
- Pike County - syd
- Adams County - väst